# Ikata (Ehime)
El Pueblo de Ikata (伊方町 Ikata-chō?) es un pueblo del Distrito de Nishiuwa en la Región de Nanyo de la Prefectura de Ehime.

## Características

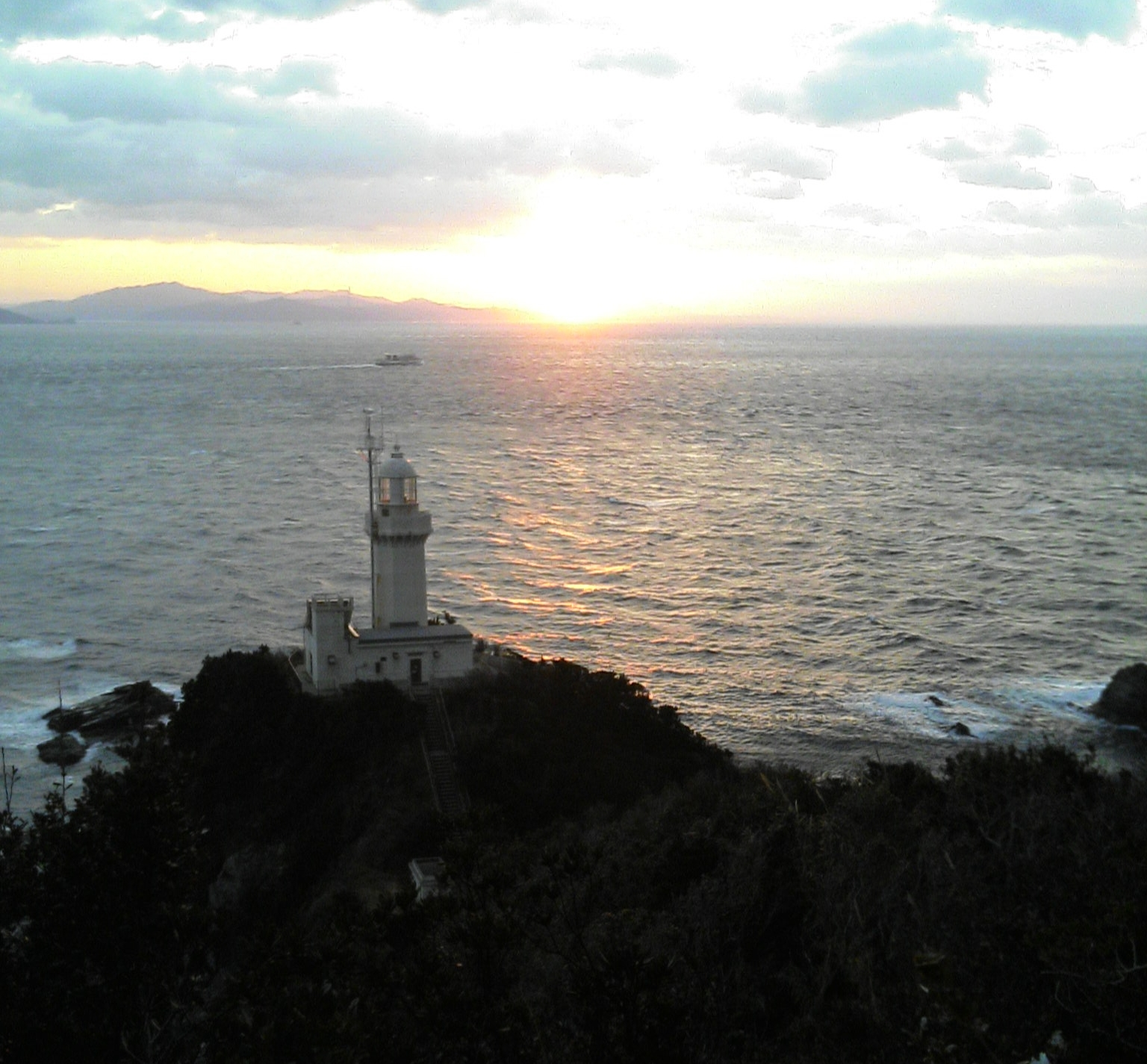
Faro de Sadamisaki.

Ocupa la Península de Sadamisaki y tiene una forma alargada y angosta. Un sistema montañoso la atraviesa en su zona central, formando una pendiente pronunciada que se extiende hacia ambas costas de la península, y por esta razón las zonas llanas son escasas. Hacia el norte de la península se extiende el Mar Interior de Seto y hacia el sur el Mar de Uwa. 
Debido a que el sistema montañoso no es muy elevado y al estar rodeado de mar, los vientos son muy fuertes, por lo que son aprovechados para generar energía eólica. Es así que se pueden observar las hélices de los generadores del parque eólico Seto Windhill en los que fueron los pueblos de Misaki y Seto. A marzo de 2007 cuenta con 20 generadores eólicos y se planean construir 40 adicionales.

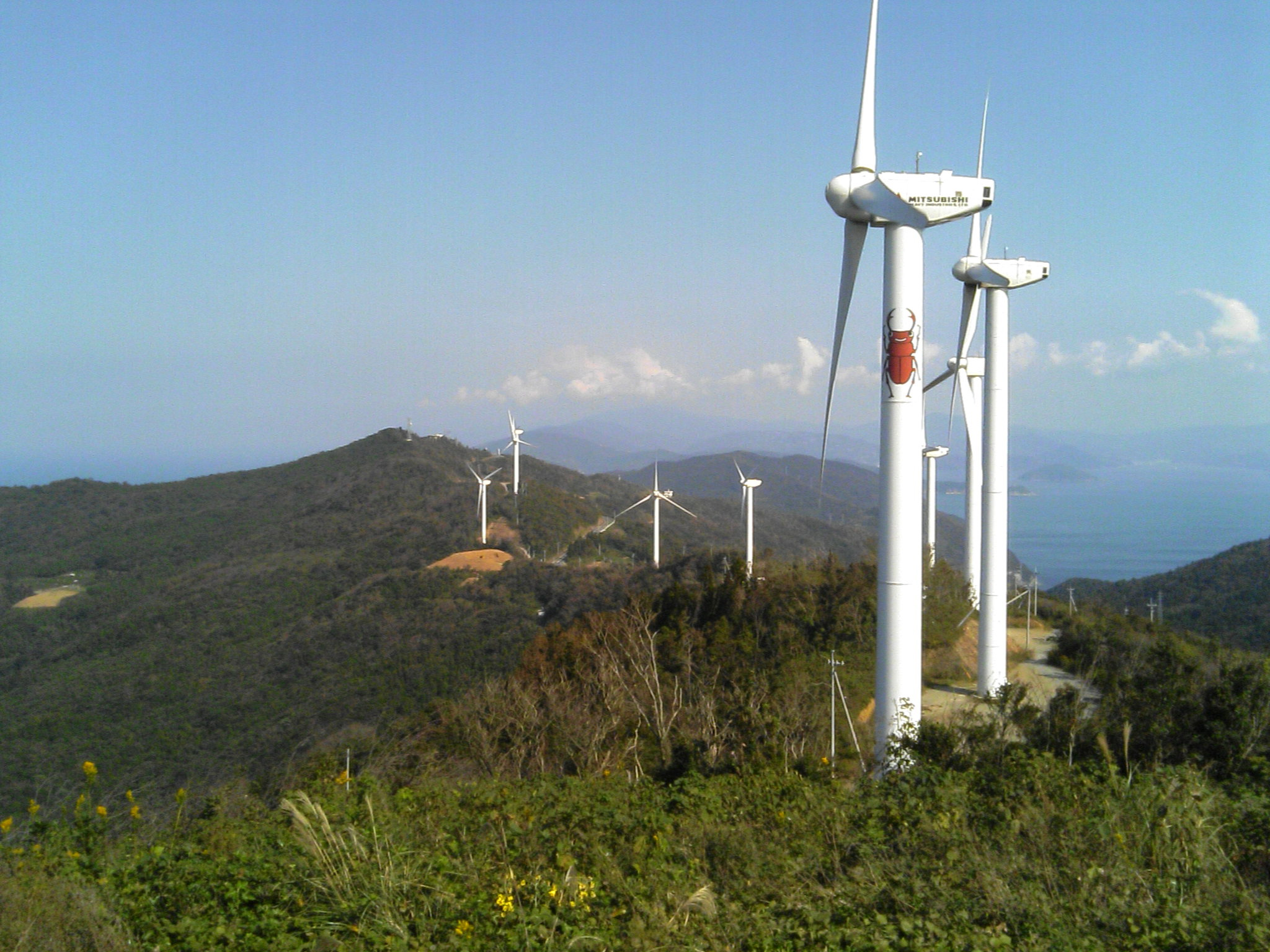
Generadores eólicos.

Además cuenta con la única planta generadora de energía atómica de la Región de Shikoku, perteneciente a Energía Eléctrica de Shikoku (四国電力 Shikoku-denryoku?) y que produce aproximadamente el 50% de la energía eléctrica consumida en la Región de Shikoku.
En la costa que da al Mar de Uwa de lo que fue el antiguo Pueblo de Seto hay playas de arena, que en realidad para la costa del Mar de Uwa son toda una rareza.
Limita con las ciudades de Yawatahama hacia el este y Ooita de la Prefectura de Ooita hacia el oeste.

## Historia
- 1955: el 31 de marzo se fusionan los pueblos de Ikata (伊方村 Ikata-mura?) y Machimi (町見村 Machimi-mura?), formando el pueblo de Ikata.
- 1977: el 30 de septiembre se pone en funcionamiento el primer reactor de la central nuclear de Ikata.
- 2005: el 1 de abril el pueblo de Ikata absorbe los pueblos de Seto y Misaki, ambas del distrito de Nishiuwa.

## Accesos

### Ruta
- Ruta Nacional 197

### Puerto
- Puerto de Misaki

## Ciudades Hermanadas

### En el interior
- Tomari: Establecida en febrero de 1998.

### En el exterior
- Red Wing (Estados Unidos): Establecida en agosto de 1995.

## Persona destacada
- Shuji Nakamura (nació en lo que fue el Pueblo de Seto, posteriormente se mudaría a la Ciudad de Oozu)